# Granville, West Virginia
Granville är en ort i Monongalia County i delstaten West Virginia, USA.